# ميك جريفز
ميك جريفز (بالإنجليزية: Mic Graves)‏ هو مخرج رسوم متحركة وكاتب ومنتج وممثل صوت بريطاني معروف بعمله في كارتون نيتورك وعالم غامبول المدهش وإليوت من كوكب الأرض.

## وصلات خارجية
ميك جريفز على موقع IMDb (الإنجليزية)